# 가밀 자락
가밀 자락은 실마릴리온의 등장인물이다. 태양의 첫 시대 당시 활동한 난쟁이이다.
대장장이로 활동했으며 여러 물건들을 만들어냈다 전해진다. 제자로 텔카르가 있다.